# Gewahrsamstod
Von einem Gewahrsamstod wird gesprochen, wenn eine Person in Polizeigewahrsam plötzlich verstirbt. Die Todesursache kann dabei vielfältig sein, so etwa ein Lagebedingter Erstickungstod. Ein Gewahrsamstod kann eine Folge von Polizeigewalt sein, er kann aber auch selbstverursacht sein oder z. B. in Folge akuter medizinischer Probleme auftreten.

## Juristische Aufarbeitung
Da bei einer Gewahrsamnahme streng abzuwägen ist, ob diese erforderlich ist oder nicht, ermittelt nach einem Gewahrsamstod die Staatsanwaltschaft aufgrund des grundgesetzlich geregelten Rechtes auf Freiheit grundsätzlich, weshalb es zur Gewahrsamnahme kam. Es ist dann zu prüfen, was zum Tod des Gefangenen führen konnte (Gewalt, Alkohol, Erkrankungen des Herz-Kreislauf-Systems).

## Gewahrsamstod infolge der Fesselung des Gefangenen in Bauchlage
Bekannt ist u. a. der Gewahrsamstod infolge der Fesselung des Gefangenen in Bauchlage. Trotz Schulung der Rettungskräfte und Polizeibeamten kommt es durch Fesselungen in Bauchlage häufig zum Gewahrsamstod. Nach Aussage des Rechtsmediziners Randolph Penning von der Ludwig-Maximilians-Universität München ist es nicht nur für einschreitende Polizisten, sondern selbst für Ärzte und medizinisches Personal sehr schwer zu erkennen, ob es sich bei einer Gegenwehr der betroffenen Person um „Widerstand gegen Vollstreckungsbeamte“ oder um einen Überlebenskampf handelt.
Der Betroffene verfällt beim Eintreten eines lagebedingten Erstickungstodes während des polizeilichen Einschreitens in einen sogenannten Teufelskreis, bei dem ein Faktor jeweils einen anderen auslöst, der die Situation weiter verschlechtert. Dieser Teufelskreis besteht aus:
- erhöhter Adrenalinausschüttung durch vorausgegangene Flucht oder Tätlichkeiten
- erhöhtem Sauerstoffbedarf in Gehirn und Muskulatur
- Atemnot durch die atmungshemmende Positionierung
- Todesangst, welche wiederum einen Anstieg des Adrenalingehalts zur Folge hat.

Der Betroffene kämpft nun nicht mehr um seine Freiheit oder gegen die Polizei, sondern ringt schlichtweg um sein Leben. Dieser Umstand, in dem der Betroffene nun alle Kraft aufbietet, wird durch die Polizei sehr leicht als Gegenwehr gegen die Gefangennahme fehlinterpretiert, was in aller Regel die Verstärkung des unmittelbaren Zwangs zur Folge hat. Hierdurch fällt es dem Betroffenen noch schwerer zu atmen, bis er schließlich bewusstlos wird. Im Regelfall wird den einschreitenden Beamten erst an diesem Punkt – und oft zu spät – bewusst, dass der Betroffene unter dem PAS leidet.

## Verhinderung des Gewahrsamstods
In Deutschland werden Polizisten speziell geschult, damit es bei Verhaftungen nicht zu solchen Todesfällen kommt. In einem Grundsatzartikel im Fachblatt Polizeitrainer Magazin hat der Heidelberger Professor Ingo Pedal „Empfehlungen zur Verhinderung des plötzlichen Gewahrsamstodes“ formuliert. Pedal stellt folgende Merksätze für das Vorgehen bei polizeilichen Freiheitsbeschränkungen (Festnahmen/Verhaftungen/Gewahrsam nach Polizeirecht) auf:
1. Polizeiliche Zurückhaltung, behutsames Vorgehen ist angezeigt.
2. Ein Team aus zwei Beamten ist mit der Situation immer überfordert.
3. Jedes Übermaß der Fixierung muss vermieden werden.
4. Jedes plötzliche Aufhören des Widerstandes ist ein Alarmzeichen.
5. Die Vitalfunktionen sind fortlaufend zu beobachten.
6. Eine Fesselung in Bauchlage ist unzulässig.

Auch aus der Literatur ist bekannt, dass es bei Verhaftungen und der Überwältigung von Personen durch die Polizei immer wieder zu Todesfällen kommen kann, wenn die körperlich und physisch stark erregten Personen in Bauchlage mit hinter dem Rücken gefesselten Armen festgehalten werden. Deshalb werden sollen Personen bei der Gewahrsamnahme auch schnellstmöglich in eine andere Körperposition verbracht werden. So sollen sie zum Beispiel auf den Boden gesetzt oder auf die Seite gedreht werden, um den Druck vom Brustkorb zu nehmen.

## Bekannte Fälle
Ein bekannter Fall des Tods im Polizeigewahrsam ist der Todesfall des Oury Jalloh.